# Atakan Çankaya
Atakan Çankaya (Mainz, Alemania, 25 de junio de 1998) es un futbolista turco. Su posición es la de mediocampista y su club es el Fatih Karagümrük S. K. de la Superliga de Turquía.

## Trayectoria

### Göztepe SK
El 2 de agosto de 2021 se hace oficial su llegada al Göztepe SK en préstamo por un año.

## Estadísticas

### Clubes
Actualizado al último partido jugado el 14 de agosto de 2022.
| Altay S. K. Turquía | 3.ª           | 2015-16       | 1   | 0 | - | - | - | - | 1   | 0 | 0    |
| Altay S. K. Turquía | 3.ª           | 2016-17       | 26  | 2 | - | - | - | - | 26  | 2 | 0,08 |
| Altay S. K. Turquía | 2.ª           | 2017-18       | 27  | 2 | 1 | 0 | - | - | 28  | 2 | 0,07 |
| Altay S. K. Turquía | 1.ª           | 2018-19       | 15  | 1 | 4 | 1 | - | - | 19  | 2 | 0,11 |
| Altay S. K. Turquía | Total         | Total         | 69  | 5 | 5 | 1 | 0 | 0 | 74  | 6 | 0,08 |
| Osmanlıspor Turquía | 2.ª           | 2018-19       | 4   | 0 | - | - | - | - | 4   | 0 | 0    |
| Osmanlıspor Turquía | 2.ª           | 2019-20       | 32  | 1 | 1 | 0 | - | - | 33  | 1 | 0,03 |
| Osmanlıspor Turquía | Total         | Total         | 36  | 1 | 1 | 0 | 0 | 0 | 37  | 1 | 0,03 |
| Ankaragücü Turquía | 1.ª           | 2020-21       | 24  | 1 | 1 | 0 | - | - | 25  | 1 | 0,04 |
| Göztepe SK Turquía | 1.ª           | 2021-22       | 24  | 0 | 1 | 0 | - | - | 25  | 0 | 0    |
| Göztepe SK Turquía | Total         | Total         | 24  | 0 | 1 | 0 | 0 | 0 | 25  | 0 | 0    |
| Ankaragücü Turquía | 1.ª           | 2022-23       | 2   | 0 | - | - | - | - | 2   | 0 | 0.00 |
| Ankaragücü Turquía | Total         | Total         | 26  | 1 | 1 | 0 | 0 | 0 | 27  | 1 | 0.04 |
| Total carrera | Total carrera | Total carrera | 155 | 7 | 8 | 1 | 0 | 0 | 163 | 8 | 0,05 |
| (1) Incluye datos de Copa de Turquía. (2) Incluye datos de Liga Europa de la UEFA y Liga Europa Conferencia de la UEFA. (3) No incluye goles en partidos amistosos. |               |               |     |   |   |   |   |   |     |   |      |